# Robonaut

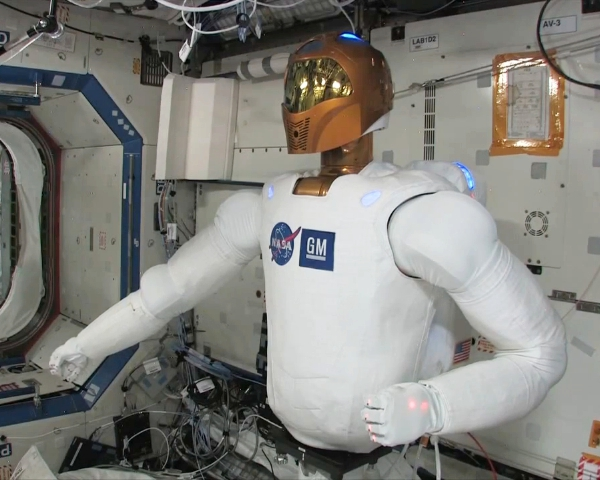
El Robonaut 2, popularment R2

Robonaut és una sèrie de robots humanoides desenvolupada pel Dextrous Robotics Laboratory de la NASA. Després de les versions 1A i 1B, el febrer de 2011 va ser llançat a l'espai el robot astronauta Robonaut 2, anomenat pels seus creadors R2.
R2 és de moment un tors humanoide sense cames que dins l'Estació Espacial Internacional (encara no està preparat per a operar fora de la nau) pot manipular instruments i portar a terme experiments i activitats que demostren un cert tipus de resposta intel·ligent.